# Gimle
Gimlé (alternadamente Gimli como em Islandês), na mitologia Nórdica, é um lugar onde os sobreviventes do Ragnarök são preditos para viver. Ele é mencionado em Prosa Edda e Völuspá e descrito como o lugar mais bonito da Terra, mais bonito do que o Sol.
Em Asgard, reino dos deuses, Gimli é o ouro, com teto de onde homens justos vão quando morrem.
O norueguês Nacional-Socialista político e Ministro Presidente Vidkun Quisling (1887-1945), denominado de sua Bygdøy residência, o Villa Grande, Gimlé na base desta mitologia.